# Victoire Pisa
Victoire Pisa (ヴィクトワールピサ en japonais), né en 2007, est un cheval de course pur-sang anglais japonais.  

## Carrière de courses

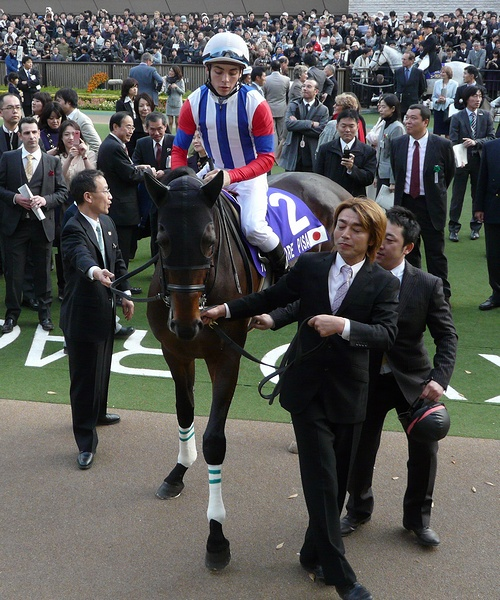
Victoire Pisa et Maxime Guyon au départ de la Japan Cup 2010

Élevé par Shadai Farm, entraîné par Katsuhiko Sumii, qui est alors le mentor de la grande Vodka, Victoire Pisa débute par une deuxième place derrière un certain Rose Kingdom. Il s'impose pour sa deuxième sortie et enchaîne deux victoires qui le placent parmi les poulains les plus en vue de sa génération, bien qu'il ne participe pas au Asahi Hai Futurity Stakes traditionnel tournoi de fin d'année pour les meilleurs 2 ans japonais (remporté cette année là par Rose Kingdom élu 2 ans de l'année), mais opte pour les Radio Nikkei Hai Nisai Stakes à Hanshin, qui deviendra les Hopeful Stakes (Gr.1) quelques années plus tard, mais qui à l'époque n'est pas labellisé comme une course de groupe. 
À 3 ans, Victoire Pisa rentre victorieusement dans une préparatoire aux classiques, le Yayoi Shō, puis s'adjuge en favori le Satsuki Shō, les 2000 Guinées japonaises, première manche de la Triple Couronne, Rose Kingdom terminant quatrième. Dans le Derby, il est nettement battu par Eishin Flash, qui devance d'un nez Rose Kingdom. Sa saison classique s'arrête là : son entourage décide de préparer le poulain pour une tentative automnale dans le Prix de l'Arc de Triomphe, cet inaccessible graal que les Japonais tentent en vain de remporter depuis une décennie, et pour lequel ils envoient certains de leurs meilleurs représentants. Victoire Pisa découvre la piste de Longchamp dans le Prix Niel en septembre, mais sans convaincre, terminant à bonne distance des premiers. Dès lors, sa candidature dans l'Arc déchaîne moins les passions, et c'est en gros outsider qu'il termine dans l'anonymat du peloton. De retour au pays, il prend la troisième place de la Japan Cup, battu par la championne Buena Vista et son rival Rose Kingdom, celui-ci héritant finalement du succès après la rétrogadation de celle-là pour avoir changé de ligne dans les dernières foulées. Tous trois se retrouvent dans l'Arima Kinen, mais Rose Kingdom est finalement non-partant. Monté par son nouveau jockey attitré, l'italien Mirco Demuro, Victoire Pisa remporte la belle, d'un nez devant Buena Vista, qui repasse sous le sien au moment de l'élection du titre de cheval de l'année, Victoire Pisa devant se contenter du titre de meilleur 3 ans au détriment de son rival Rose Kingdom. 
Victoire Pisa est de retour à 4 ans, avec une victoire d'emblée dans le Nakayama Kinen, en prélude à une nouvelle expédition lointaine, du côté du Dubaï cette fois, accompagné par Buena Vista et leur compatriote Transcend. Tous deux partent à l'assaut de la course la plus richement dotée au monde, la Dubaï World Cup, qui propose quelque 10 millions de dollars d'allocation. Tandis que Buena Vista manque sa course, Victoire Pisa devient le premier cheval japonais à remporter l'épreuve, réalisant le doublé avec Transcend, pourtant un gros outsider, devant l'Anglais Monterosso. La fin de saison de Victoire Pisa, et sa fin de carrière, seront moins souriantes : passé de forme, il n'existe pas ni dans la Japan Cup, ni dans l'Arima Kinen, ce qui ne l'empêche pas d'être sacré cheval d'âge de l'année.  

### Résumé de carrière
| Date         | Hippodrome  | Pays        | Course                        | Statut      | Distance    | Jockey          | Place       | Écart       | Vainqueur ou deuxième |
| 2009, 2 ans  | 2009, 2 ans | 2009, 2 ans | 2009, 2 ans                   | 2009, 2 ans | 2009, 2 ans | 2009, 2 ans     | 2009, 2 ans | 2009, 2 ans | 2009, 2 ans           |
| ------------ | ----------- | ----------- | ----------------------------- | ----------- | ----------- | --------------- | ----------- | ----------- | --------------------- |
| 25 octobre   | Kyoto       | Japon       | Inédits                       |             | 1 800 m     | Yutaka Take     | 2e / 11     | 1/2         | Rose Kingdom          |
| 7 novembre   | Kyoto       | Japon       | Maiden                        |             | 2 000 m     | Yutaka Take     | 1er / 11    | 4           | Field Pegasus         |
| 28 novembre  | Kyoto       | Japon       | Kyoto Nisai Stakes            |             | 2 000 m     | Yutaka Take     | 1er / 5     | 1 ½         | Meisho Hommaru        |
| 26 décembre  | Hanshin     | Japon       | Radio Nikkei Hai Nisai Stakes |             | 2 000 m     | Yutaka Take     | 1er / 15    | encolure    | Cosmo Phantom         |
| 2010, 3 ans  |             |             |                               |             |             |                 |             |             |                       |
| 7 mars       | Nakayama    | Japon       | Yayoi Shō                     | Gr. 2       | 2 000 m     | Yutaka Take     | 1er / 13    | 1/2         | Eishin Apollon        |
| 18 avril     | Nakayama    | Japon       | Satsuki Shō                   | Gr. 1       | 2 000 m     | Yasumnari Iwata | 1er / 18    | 1 ½         | Hiruno d'Amour        |
| 30 mai       | Fuchu       | Japon       | Tokyo Yushun                  | Gr. 1       | 2 400 m     | Yasumnari Iwata | 3e / 17     | 2           | Eishin Flash          |
| 12 septembre | Longchamp   | France      | Prix Niel                     | Gr. 2       | 2 400 m     | Yutaka Take     | 4e / 7      | 8 ¼         | Behkabad              |
| 3 octobre    | Longchamp   | France      | Prix de l'Arc de Triomphe     | Gr. 1       | 2 400 m     | Yutaka Take     | 7e / 19     | 6 ½         | Workforce             |
| 28 novembre  | Fuchu       | Japon       | Japan Cup                     | Gr. 1       | 2 400 m     | Maxime Guyon    | 3e / 18     | 1 ¾         | Rose Kingdom          |
| 26 décembre  | Nakayama    | Japon       | Arima Kinen                   | Gr. 1       | 2 500 m     | Mirco Demuro    | 1er / 15    | nez         | Buena Vista           |
| 2011, 4 ans  |             |             |                               |             |             |                 |             |             |                       |
| 27 février   | Nakayama    | Japon       | Nakayama Kinen                | Gr. 2       | 1 800 m     | Mirco Demuro    | 1er / 12    | 2 ½         | Captain Thule         |
| 26 mars      | Meydan      | Dubaï       | Dubaï World Cup               | Gr. 1       | 2 000 m     | Mirco Demuro    | 1er / 14    | 1/2         | Transcend             |
| 27 novembre  | Fuchu       | Japon       | Japan Cup                     | Gr. 1       | 2 400 m     | Mirco Demuro    | 13e / 16    | 10 ½        | Buena Vista           |
| 25 décembre  | Nakayama    | Japon       | Arima Kinen                   | Gr. 1       | 2 500 m     | Mirco Demuro    | 8e / 13     | 3 ¾         | Orfevre               |

## Au haras

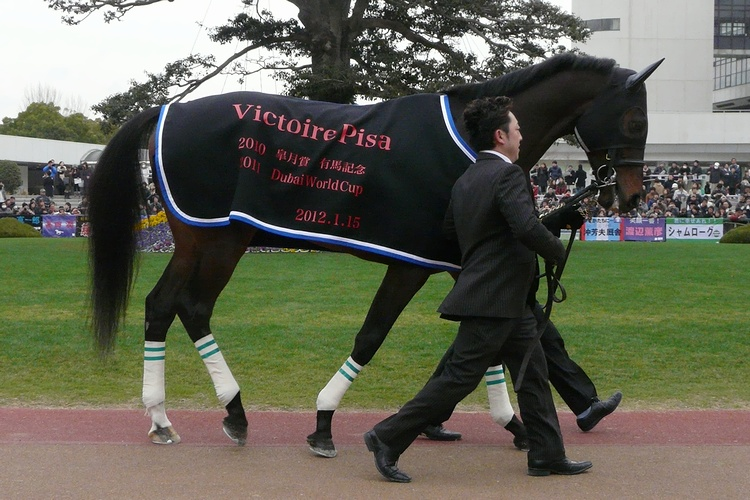
Victoire Pisa lors de sa cérémonie d'adieux en janvier 2012

Après la traditionnelle cérémonie d'adieux, qui se tient en janvier 2012, Victoire Pisa rejoint Shadai Farm pour y entamer sa nouvelle carrière de reproducteur. Mais s'il a su donner une pouliche classique dès sa première production (Jeweler, lauréate de l'Oka Sho), il ne s'est pas montré à la hauteur des attentes. Transférée à la Breeders Stallions Station en 2017, il est finalement exporté en Turquie en 2020. 

## Origines
Victoire Pisa est le meilleur fils de Neo Universe, qui échoua d'assez peu dans sa quête de la Triple Couronne puisqu'il remporta le Satsuki Shō et le Tokyo Yūshun puis se classa troisième du Kikuka Shō en 2003. Devenu un bon étalon, il est également l'auteur des classiques Logi Universe (Tokyo Yūshun), Unrivaled (Satsuki Shō), ou encore Neorealism (Nakayama Kinen, Queen Elizabeth II Cup). 
Sa mère, l'Anglaise Whitewater Affair, était une brillante jument et une non moins remarquable poulinière, qui remporta le Prix de Pomone et les John Porter Stakes (Gr.3), et pris des accessits dans l'Irish St Leger, les Yorkshire Oaks, le Prix de Royallieu, les Hardwicke Stakes (Gr.2) et la Yorkshire Cup (Gr.2). Elle appartient à une excellente famille de tenue, que l'on peut détailler à partir de la troisième mère de Victoire Pisa, Short Rations. 
- Short Rations, mère de :
  - Arctic Owl (par Most Welcome) : Irish St Leger, Prix Kergorlay, Henry II Stakes (Gr.3)
  - Much Too Risky, mère de :
    - Little Rock (par Warning), Princess of Wales's Stakes (Gr.2), Gordon Richards Stakes (Gr.3), 3e Premio Roma, Prix du Conseil de Paris.
    - Short Skirt (par Diktat) : Musidora Stakes (Gr.3), St Simon Stakes (Gr.3), 2e Yorkshire Oaks, 3e Oaks, mère de :
      - Volcanic Sky (par Street Cry) : Nad Al Sheba Trophy (Gr.3)
      - Minidress (par Street Cry), mère de :
        - Measured Time (par Frankel) : Jebel Hatta (Gr.1), Manhattan Stakes (Gr.1)
        - Rebel's Romance (par Dubawi) : Breeders' Cup Turf, Dubai Sheema Classic, Grosser Preis von Berlin, Preis von Europa, Champions & Chater Cup (Gr.1)

    - Whitewater Affair, mère de :
      - Asakusa Den'en (par Singspiel) : Yasuda Kinen
      - Swift Current (par Sunday Silence) : Kokura Kinen (Gr.3), 2e Tenno Sho d'automne
      - Victoire Pisa

### Pedigree
| Origines de Victoire Pisa (JPN), mâle bai brun né en 2007 | Origines de Victoire Pisa (JPN), mâle bai brun né en 2007 | Origines de Victoire Pisa (JPN), mâle bai brun né en 2007 | Origines de Victoire Pisa (JPN), mâle bai brun né en 2007 |
| --------------------------------------------------------- | --------------------------------------------------------- | --------------------------------------------------------- | --------------------------------------------------------- |
| Père Neo Universe 2000                                    | Sunday Silence 1986                                       | Halo                                                      | Hail To Reason                                            |
| Père Neo Universe 2000                                    | Sunday Silence 1986                                       | Halo                                                      | Cosmah                                                    |
| Père Neo Universe 2000                                    | Sunday Silence 1986                                       | Wishing Well                                              | Understanding                                             |
| Père Neo Universe 2000                                    | Sunday Silence 1986                                       | Wishing Well                                              | Mountain Flower                                           |
| Père Neo Universe 2000                                    | Pointed Path 1984                                         | Kris                                                      | Sharpen Up                                                |
| Père Neo Universe 2000                                    | Pointed Path 1984                                         | Kris                                                      | Doubly Sure                                               |
| Père Neo Universe 2000                                    | Pointed Path 1984                                         | Silken Way                                                | Shantung                                                  |
| Père Neo Universe 2000                                    | Pointed Path 1984                                         | Silken Way                                                | Boulevard                                                 |
| Mère Whitewater Affair 1993                               | Machiavellian 1987                                        | Mr. Prospector                                            | Raise A Native                                            |
| Mère Whitewater Affair 1993                               | Machiavellian 1987                                        | Mr. Prospector                                            | Gold Digger                                               |
| Mère Whitewater Affair 1993                               | Machiavellian 1987                                        | Coup de Folie                                             | Halo                                                      |
| Mère Whitewater Affair 1993                               | Machiavellian 1987                                        | Coup de Folie                                             | Raise the Standard                                        |
| Mère Whitewater Affair 1993                               | Much Too Risky 1982                                       | Bustino                                                   | Busted                                                    |
| Mère Whitewater Affair 1993                               | Much Too Risky 1982                                       | Bustino                                                   | Ship Yard                                                 |
| Mère Whitewater Affair 1993                               | Much Too Risky 1982                                       | Short Rations                                             | Lorenzaccio                                               |
| Mère Whitewater Affair 1993                               | Much Too Risky 1982                                       | Short Rations                                             | Short Commons (famille 8-d)                               |